# Sten Rosensparre
Sten Rosensparre, till Skarhult, född 1523, död 20 oktober 1565 i Axtorna, var en skånsk adelsman och danskt riksråd.

## Biografi
Sten Rosensparre var son till Jens Torbernsen Rosensparre. Vid faderns död 1530 var han bara sju år gammal och uppfostrades av sin mor på släktgården i Skarshult och kom därför moderns släkt Bille nära. Mycket lite är känt om hans ungdomsår, och han dyker upp i källorna först 1548 då han deltar i prinsessan Annas bröllopsfärd till Sachsen. 1551 fick han Vordingborgs slott i förläning, och följande år övertog han styrandet av det viktiga Kalundborgs slott och län, som krävde en påpasslig och hänsynsfull kontroll eftersom Kristian II levde där i mild fångenskap efter att ha avstått från alla anspråk för sig och sina efterkommande på rikena. 
Ungefär samtidigt – 1551 eller 1552 – gifte han sig med Oluf Rosenkrantz dotter Mette Rosenkrantz, och efter att han vid sin moders död 1553 övertagit Skarhults slott och året efter ärvt Väster Vallö efter sin svärfar, intog han både som lensmand och godsägare en framstående plats bland den danska högadeln. Hans inflytande ökade ytterligare då Fredrik II kort efter sitt trontillträde förlänade honom Bosjökloster (1559) och 1562 utnämnde honom till riksråd.

### Skarhults Slott
Rosensparre byggde upp Skarhults slott 1554–1562, och på en inskription ovanför porten kallar han sig "Steen Skarholt, som kaldes Rosenspar".

### Nordiska Sjuårskriget
Nordiska sjuårskriget bröt ut 1563, och Rosensparre deltog aktivt. Fram till 1564 förblev han dock på Kalundborg där han mottog tre svenska sändebud som skickats till Hessen för att förhandla om giftermål mellan Erik XIV och prinsessan Kristina av Hessen. Kvarhållandet av dessa i Köpenhamn i februari 1563 hade gjort kriget oundvikligt. 
Rosensparre blev emellertid sommaren 1564 utsedd att tillsammans med sin svåger Peder Bille att överta den vanskliga rollen som kunglig krigskommissarie hos fältherren greve Günther af Schwarzburg. Tillsammans med dem utsågs kort därefter Jørgen Lykke och Lave Brahe att skapa ett översta krigsråd som stöd för, men också som en kontrollmekanism över, överste fältherren. Det blev Rosensparre och Bille som kom till att utföra detta värv, först med fokus på greve Günther och senare för Daniel Rantzau, efter att det kortvariga interregnum, vari Otto Krumpen hade befälet, var förbi. 
Rosensparre kom således till att delta i hela kriget fram till slaget vid Axtorna där han dog i strid. Han var den 20 oktober 1565 överste krigskommissarie i Peder Billes frånvaro. Utan att ha nå något egentligt kommando anslöt han sig till kavalleriet och deltog i förföljandet av fienden, under vilket han blev skjuten. Han blev begravd i Skarhults kyrka. Hans son reste en nu försvunnen minnessten på platsen där han dog, och en ny restes 1866 av den halländska fornminnesföreningen.